# HMS L3
Pour les articles homonymes, voir L3.
Le HMS L3 est un sous-marin britannique de classe L construit pour la Royal Navy pendant la Première Guerre mondiale. Sa quille fut posée le 21 juin 1916, il est lancé le 1er septembre 1917 et mis en service le 31 janvier 1918. Le L3 a survécu à la guerre et a été vendu à la ferraille en 1931.

## Conception
Les sous-marins de classe L étaient une version agrandie et améliorée de la classe E précédente. Ils avaient une longueur totale de 70,4 m, un maître-bau de 7,2 m et un tirant d'eau moyen de 4 m. Ces sous-marins avaient un déplacement de 905 tonnes en surface, et 1 091 tonnes en immersion. Ils avaient un équipage de 35 officiers et matelots.
Pour la navigation en surface, ces navires étaient propulsés par deux moteurs diesel Vickers à 12 cylindres de 1 200 ch (895 kW), chacun entraînant un arbre d'hélice. En immersion, chaque hélice était entraînée par un moteur électriques de 600 ch (447 kW). Ils pouvaient atteindre la vitesse de 17 nœuds (31 km/h) en surface et 10,5 nœuds (19,4 km/h) sous l’eau. En surface, la classe L avait un rayon d'action de 3 200 milles marins (5 900 km) à 10 nœuds (19 km/h).
Les navires étaient armés d’un total de six tubes lance-torpilles de 18 pouces (457 mm). Quatre d’entre eux étaient dans l’étrave et la paire restante était installée sur les flancs. Ils transportaient 10 torpilles de recharge, toutes pour les tubes d’étrave. Ils étaient aussi armés d'un canon de pont de 4 pouces (102 mm).

## Engagements
Le HMS L3 fut construit par Vickers à leur chantier naval de Barrow-in-Furness. Sa quille fut poséele 21 juin 1916, il est lancé le 26 janvier 1918 et achevé le 15 mai. Il a été basé à Falmouth, en Cornouailles, en 1918. Dans le cadre de la 4e flottille sous-marine, il a navigué avec le navire ravitailleur de sous-marins HMS Ambrose jusqu’à Hong Kong en 1919, il y est arrivé en janvier 1920. Il a été affecté à la flottille de réserve à Hong Kong en 1923. Le HMS L3 a été vendu en février 1931 et démoli à Charlestown (Fife).